# Marco Sportiello
Marco Sportiello, né le 10 mai 1992 à Desio en Italie, est un footballeur italien. Il évolue au poste de gardien de but à l'Atalanta Bergame.

## Biographie
Né à Desio en Italie, Marco Sportiello est formé par l'Atalanta Bergame mais il commence sa carrière au Seregno FC, en 2010.
Avec le club de l'Atalanta Bergame, il joue 84 matchs en Serie A.
En janvier 2017, Marco Sportiello est prêté pour une saison et demie à l'ACF Fiorentina.
Le 6 juillet 2018, Marco Sportiello est prêté pour une saison au Frosinone Calcio, club venant d'être promu en Serie A. Il est le gardien titulaire durant toute la saison mais ne peut empêcher la relégation du club, qui termine 19e au classement.
Le 28 juin 2023, il rejoint l'AC Milan pour une durée de 4 ans au sein du club.